# 칠거지악
칠거지악(七去之惡)은 중국, 한국 등 유교문화권에서 남편의 일방적인 의사표시로 아내와 이혼할 수 있는 일곱 가지 이유, 다시 말해 이혼사유이다. 글자 그대로는 '아내를 내쫓을 수 있는 일곱가지 잘못'이라는 뜻이다. 《공자가어》에 처음으로 이런 내용에 대한 언급이 나온다.
그러나 칠거지악에 해당하는 잘못을 지었더라도 다음과 같은 세가지 경우에는 내쫓지 못하도록 하였다.
- 내쫓아도 돌아가 의지할 곳이 없는 경우 (有所取無所歸不去)
- 함께 부모의 삼년상을 치른 경우 (與共更三年喪不去)
- 전에 가난하였으나 혼인한 후 부자가 된 경우 (前貧賤後富貴不去)

이런 세가지 경우를 삼불거(三不去) 또는 삼불출(三不出)이라고 한다.

## 실제 사례
세종실록에 칠거지악과 삼불거의 사례가 언급되어 있다. 좌찬성(左贊成) 이맹균(李孟畇)의 처 이씨(李氏)가 나이가 거의 일흔이 되었지만 남편이 계집종을 총애하자 이를 질투하여 계집종을 움 속에 가두고 학대하여 굶겨 죽였다. 세종은 사간원에서 이맹균을 탄핵하는 상소를 받고 그를 귀양보냈으나 그의 부인은 벌하지 않았다.

사헌부에서는 부인 이씨가 자식도 없고 질투가 심하니 칠거(七去)의 도리에서 이거(二去)를 범했다며 내쫓아야 한다고 주장했으나, 세종은 삼불거를 인용하여 '전에는 빈천하다가 나중에 부귀해지면 버리지 못하는 것이고, 함께 삼년상(三年喪)을 입었으면 버리지 못한다'면서 부인을 이혼시킬 수 없다고 반대했다.

## 참고 문헌
1. ↑  조선왕조실록 세종 22년 6월 19일 두 번째 기사
2. ↑  조선왕조실록 세종 22년 6월 19일 첫 번째 기사